# Stadsbranden i Karlskrona 1790
Stadsbranden i Karlskrona 1790 var en omfattande stadsbrand som drabbade Karlskrona och i synnerhet Trossö 17-18 juni 1790.
Under stadsbranden ödelades större delen av staden, såväl officiella byggnader som gårdar. Tusentals människor blev hemlösa som ett resultat av branden, och råkade i stor nöd och fattigdom. Staden fick till stor del byggas upp på nytt. För att finansiera uppbyggnaden gjordes insamlingar i Svenska kyrkan över hela landet.
Branden spreds norröver från Amiralitetsgatan och Arklimästaregatan, men Karlskrona örlogsbas och varvsområdet klarade sig. Även Amiralitetskyrkan klarade sig, och i övrigt kvarteren kring Alamedan och Amiralitetsgatans östra del. Där finns exempel på Karlskronas tidigaste bostadsbebyggelse kvar.
Av Trefaldighetskyrkan (Tyska kyrkan) fanns bara murarna kvar. Olof Samuel Tempelman fick i uppdrag att arbeta fram ett förslag till återuppbyggnad, och 1802 kunde den invigas igen. Den bytte då namn till Fredrica Dorothea Wilhelmina, efter Gustav IV Adolfs gemål. Fredrikskyrkan fick skador i tak och takbjälkar, och ljuskronorna i taket rasade ner. Den största av dem gick igenom golvet. Under golvet fanns kyrkoarkivet, som ljuskronan satte eld på. Det innebar att kyrkoböckerna gick förlorade, något som har försvårat rekonstruktionen av kyrkornas byggnadshistoria i Karlskrona. Dessutom försvann stadsförsamlingens, rådhusrättens och länsstyrelsens arkiv.
Trots stadsbranden, det pågående kriget mot Ryssland och flera sjukdomar genomgick Karlskrona en ekonomisk och kulturell högkonjunktur under 1700-talets slut.